# Нивська
Ни́вська (рос. Нивская) — присілок у складі Верховазького району Вологодської області, Росія. Входить до складу Колензького сільського поселення.

## Населення
Населення — 25 осіб (2010; 30 у 2002).
Національний склад (станом на 2002 рік):
- росіяни — 97 %